# Паставски рејон
Паставски рејон (блр. Пастаўскі раён; рус. Поставский район) административна је јединица другог нивоа на крајњем западу Витепске области у Републици Белорусији. 
Административни центар рејона је град Пастави.

## Географија
Паставски рејон обухвата територију површине 2.096,44 км² и на 7. је месту по површини међу рејонима Витепске области, а у садашњим границама је од 1965. године. Граничи се са Браславским и Шаркавшчинским рејонима на северу и североистоку, са Глибочким рејоном на истоку и са Докшичким рејоном на југоистоку. На југу су Мјадзелски рејон Минске области и Астравечки рејон Гродњенске области, док је на западу и северозападу међународна граница са Литванијом.
Географијом рејона доминирају нижи и нешто равнији делови Полацке низије уз притоке реке Дисне и нешто више Свенцјанско побрђе које уједно представља и развође између басена Западне Двине и Њемена. Највећи део територије рејона налази се на надморским висинама испод 150 метара (око 55% територије), док је око 21% површина на надморским висинама између 170 и 200 метара. 
Под шумама је око 38% територије рејона, док је око 5% површина под мочварама.

## Историја
Рејон је основан 15. новембра 1940. као део Вилејске области, да би 1944. био пребачен у Маладзаченску област. У границама Витепске области је од 20. новембра 1960. године, док је у садашњим границама од 1965. године. 

## Демографија
Према резултатима пописа из 2009. на том подручју стално је било насељено 39.487 становника или у просеку 18,84 ст/км².
| 1959.  | 1970.  | 1979.  | 1989.  | 1999.  | 2009.  |
| ------ | ------ | ------ | ------ | ------ | ------ |
| 66.654 | 62.801 | 57.724 | 49.911 | 48.355 | 39.487 |

Основу популације чине Белоруси са 85,81%, а следе Руси са 8,99%, Пољаци са 2,73% и Украјинци са 1,26%. Остали чине 1,21% популације. 
Административно, рејон је подељен на подручје града Паставија који је уједно и административни центар и на варошице Варапајева и Линтупи, те на 10 сеоских општина. На територији рејона постоји укупно 507 насељених места. 

## Саобраћај
Преко територије рејона пролази важан друмски правац Р45 који повезује град Полацк са Литванијом, а важан је и локални друмски правац Р110 на релацији Глибокаје —Пастави— Линтупи. 